# (37106) 2000 UC101
2000 UC101 (asteroide 37106) é um asteroide da cintura principal. Possui uma excentricidade de 0.17866540 e uma inclinação de 6.74725º.
Este asteroide foi descoberto no dia 25 de outubro de 2000 por LINEAR em Socorro.